# Protarcys
Protarcys is een geslacht van steenvliegen uit de familie Perlodidae. De wetenschappelijke naam van het geslacht is voor het eerst geldig gepubliceerd in 1912 door Klapálek.

## Soorten
Protarcys omvat de volgende soorten:
- Protarcys caudata Klapálek, 1912
- Protarcys lutescens Klapálek, 1912